# MkLinux
MkLinux est un projet de système d'exploitation visant à porter Linux sur un micro-noyau Mach.
À l'origine de ce projet se trouvent Apple et l'institut de recherche de l'OSF situé à Grenoble en France.